# Camuesona
Camuesona es el nombre de una variedad cultivar de manzano (Malus domestica). Esta manzana está cultivada en la Estación de fruticultura de Madridanos, así como en diversos viveros entre ellos algunos dedicados a conservación de árboles frutales en peligro de desaparición. Esta manzana es originaria de la Provincia de Palencia, mas concretamente de Herrera de Pisuerga en la comarca de Boedo-Ojeda, donde tuvo su mejor época de cultivo comercial anteriormente a la década de 1960, y actualmente en menor medida aún se encuentra.

## Sinónimos
- "Manzana Camuesona".[5][7][8]

## Historia
Gracias a la inversión de diversas empresas frutícolas catalanas en Castilla y León, se ha incrementado en gran medida la producción de manzanas selectas de mesa en esta Comunidad Autónoma. Según el "Anuario de Estadística Agraria de Castilla y León", desde el año 2000 al 2015 se ha duplicado la producción de manzanas de mesa de variedades selectas foráneas, pasando de los 18.634 toneladas registradas en el año 2000 hasta las 39.218 de 2015, último dato disponible. La provincia de Soria lidera la Comunidad, con casi el 45% del total, 17.000 toneladas. Le sigue León, con 12.200 toneladas y de lejos Zamora, con 4.750 toneladas, en cuarto lugar se sitúa Burgos, con 2.800 toneladas, y quinta Ávila, con 1.065 toneladas. A la cola, Segovia, Salamanca, y Valladolid, con 80, 75 y 47 toneladas, respectivamente.
'Camuesona' es una variedad autóctona de la Palencia, que por la competencia de otras variedades selectas, ha sido desbancado su cultivo al no poder competir con estas variedades ni en aspecto ni en costes de producción. Hay cientos de árboles semi abandonados por falta de cuidado y por la escasa rentabilidad de la recolección, ya que los consumidores compran las manzanas selectas foráneas de las grandes superficies de venta.
'Camuesona' está considerada incluida en las variedades locales autóctonas muy antiguas, cuyo cultivo se centraba en comarcas muy definidas. Se caracterizaban por su buena adaptación a sus ecosistemas y podrían tener interés genético en virtud de su adaptación. Se encontraban diseminadas por todas las regiones fruteras españolas, aunque eran especialmente frecuentes en la España húmeda. Estas se podían clasificar en dos subgrupos: de mesa y de sidra (aunque algunas tenían aptitud mixta).
'Camuesona' es una variedad clasificada como de mesa, difundido su cultivo en el pasado por los viveros comerciales y cuyo cultivo en la actualidad se ha reducido a huertos familiares y jardines privados.

## Características
El manzano de la variedad 'Camuesona' tiene un vigor fuerte; porte semi erecto; tubo del cáliz en embudo con tubo largo y, con frecuencia, fusiforme, y con los estambres por encima de su mitad y repartidos a su alrededor.
La variedad de manzana 'Camuesona' tiene un fruto de buen tamaño grande a muy grande; forma tronco-cónica, más alta que ancha, algo acostillada, y con contorno pentagonal irregular; piel levemente grasa al tacto; con color de fondo verdoso o amarillo verdoso con sombreado cobrizo en zona de insolación, importancia del sobre color muy débil o ausente, acusa punteado muy abundante y blanquinoso, y una sensibilidad al "russeting" (pardeamiento áspero superficial que presentan algunas variedades) débil; pedúnculo corto, de grosor medio o notable y con engrosamiento en su extremo, leñoso, anchura de la cavidad peduncular amplia, profundidad de la cavidad pedúncular profunda o poco profunda, con costra ruginosa en el fondo más o menos leve, bordes irregularmente ondulados, y con importancia del "russeting" en cavidad peduncular débil; anchura de la cavidad calicina relativamente ancha, profundidad de la cav. calicina profunda, fruncida desde el fondo formando un ondulado mamelonado suave o protuberancias marcadas en los bordes, y con importancia del "russeting" en cavidad calicina muy débil; ojo medio, semicerrado o abierto; sépalos grandes, triangulares, con las puntas vueltas hacia fuera, verdosos entremezclados de gris y tomentosos.
Carne de color blanco o verdosa; textura jugosa y a veces se vuelve harinosa; sabor característico de la variedad, agradable; corazón bulbiforme semi-centrado; eje abierto en caverna; celdas estrechas y alargadas con rayas lanosas que forman con el eje características cavernas; semillas muy pequeñas, casi esféricas, color castaño grisáceo.
La manzana 'Camuesona' tiene una época de maduración y recolección tardía, en otoño, es una variedad que madura en el mes de octubre. Se usa como manzana de mesa fresca.